# Marcel Werner
Marcel Werner (* 13. März 1952 in Hannover; † 10. Juni 1986 ebenda) war ein deutscher Schauspieler.

## Leben
Marcel Werner war der Sohn des Schauspielers Hanns Lothar und der Schauspielerin Elfriede Rückert. Seinen Nachnamen hatte er von seinem Stiefvater Carlos Werner. Marcel Werner war zudem der Halbbruder der Schauspielerin Susanne Lothar (1960–2012). Er lebte in Berlin und nahm sich 1986 in Hannover das Leben.
Werner wuchs in Thüringen auf und besuchte nach dem Schulabschluss die Hochschule für Musik und Darstellende Kunst in Hamburg. Sein erstes Engagement erhielt er 1971 am Berliner Schillertheater, dessen Ensemble er bis 1974 angehörte. Weitere Verpflichtungen folgten 1975 an die Münchner Kammerspiele und 1976 an das Deutsche Schauspielhaus. Ab 1977 war er freischaffend tätig. Stationen seiner Bühnenlaufbahn waren danach unter anderem das Theater der Freien Volksbühne in Berlin und das Hamburger Thalia-Theater.
Vor der Kamera wirkte Werner in verschiedenen Fernsehserien mit, außerdem arbeitete er gelegentlich als Sprecher bei Hörspielen.

## Filmografie (Auswahl)
- 1970: Industrielandschaft mit Einzelhändlern
- 1971–1972: Hamburg Transit (2 Folgen)
- 1972: Dem Täter auf der Spur – Ohne Kranz und Blumen
- 1974: Tatort: Nachtfrost (Fernsehfilm)
- 1977: Die Ratten
- 1979: Theodor Chindler
- 1979: Ein Kapitel für sich
- 1980: St. Pauli-Landungsbrücken – Kurzurlaub
- 1982: Bananen-Paul

## Theater (Auswahl)
- 1976: Othello: Cassio, Deutsches Schauspielhaus Hamburg, Regie Peter Zadek[2]
- 1977: Die Ratten: Erich Spitta, Theater der Freien Volksbühne, Regie Rudolf Noelte[1]
- 1983: Michael Kramer: Arnold, Thalia Theater Hamburg, Regie Rudolf Noelte[3]

## Hörspiele
- 1971: Roger Manderscheid: Papiertiger, Regie: Klaus Wirbitzky, WDR
- 1976: Endre Vészi: Stets zu Diensten, Regie: Heinz Wilhelm Schwarz, WDR
- 1978: Hartmut Lange: Frau von Kauenhofen, Regie: Hans-Ulrich Minke, RIAS